# 函館電燈所

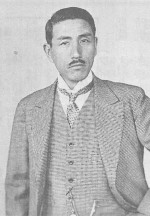
園田実徳

函館電燈所（はこだてでんとうしょ）は、かつて北海道函館にあった電力会社である。

## 概要
1895年（明治28年）12月に事業認可が下り、1896年（明治29年）1月15日に函館区東川町（現在の北海道電力株式会社東雲変電所）に火力発電による電力会社として誕生した。創業者は園田実徳。道内では1891年（明治24年）10月開業の札幌電燈舎株式会社（ガスエンジン火力発電）、1895年（明治28年）の小樽電燈舎に続く3番目の開業であった。電力は電灯向けであり、午後から稼働したとされる。
1897年（明治30年）、1902年（明治35年）に設備増設を行い、うち1902年ではシーメンス式三相交流発電機が導入された。
電力業界では明治30年代に燃料である石炭の高騰により発電コストが高まったため、水力発電への転換の気運が高まった。函館においても大沼から峠下への引水による水力発電の構想を練ったが、地元の七飯村と他の3村の反対により実現しなかった。1907年（明治40年）、その水力発電計画をもとに引水を鹿部方面に変更させた渡島水電株式会社（のちに函館水電株式会社と社名変更）に買収される。

## 設備
開業当初の発電機はホプキンソン式単相交流2線式（単相2線式）、汽機・汽鑵は石川島造船所製。
出力35kwの発電機2台、計70kw。